# Esquíroz
Esquíroz (Ezkirotz en euskera) es una localidad española y un concejo de la Comunidad Foral de Navarra perteneciente al municipio de la Cendea de Galar. Está situado en la Merindad de Pamplona, en la Cuenca de Pamplona, en la ribera del río Elorz y a 5,5 km de la capital de la comunidad, Pamplona. Su población en 2014 fue de 383 habitantes.

## Geografía
Limita al norte con Cordovilla, al sur con Salinas de Pamplona, al este con el municipio de Valle de Elorz y al oeste con Barbatáin.

### Clima
De acuerdo con la clasificación climática de Köppen el clima de Esquíroz es oceánico (Cfb).
| Parámetros climáticos promedio de Observatorio del Aeropuerto de Pamplona (municipio de Galar) (459 m s. n. m. ) (Periodo de referencia: 1991-2020, extremas: 1975-presente) | Parámetros climáticos promedio de Observatorio del Aeropuerto de Pamplona (municipio de Galar) (459 m s. n. m. ) (Periodo de referencia: 1991-2020, extremas: 1975-presente) | Parámetros climáticos promedio de Observatorio del Aeropuerto de Pamplona (municipio de Galar) (459 m s. n. m. ) (Periodo de referencia: 1991-2020, extremas: 1975-presente) | Parámetros climáticos promedio de Observatorio del Aeropuerto de Pamplona (municipio de Galar) (459 m s. n. m. ) (Periodo de referencia: 1991-2020, extremas: 1975-presente) | Parámetros climáticos promedio de Observatorio del Aeropuerto de Pamplona (municipio de Galar) (459 m s. n. m. ) (Periodo de referencia: 1991-2020, extremas: 1975-presente) | Parámetros climáticos promedio de Observatorio del Aeropuerto de Pamplona (municipio de Galar) (459 m s. n. m. ) (Periodo de referencia: 1991-2020, extremas: 1975-presente) | Parámetros climáticos promedio de Observatorio del Aeropuerto de Pamplona (municipio de Galar) (459 m s. n. m. ) (Periodo de referencia: 1991-2020, extremas: 1975-presente) | Parámetros climáticos promedio de Observatorio del Aeropuerto de Pamplona (municipio de Galar) (459 m s. n. m. ) (Periodo de referencia: 1991-2020, extremas: 1975-presente) | Parámetros climáticos promedio de Observatorio del Aeropuerto de Pamplona (municipio de Galar) (459 m s. n. m. ) (Periodo de referencia: 1991-2020, extremas: 1975-presente) | Parámetros climáticos promedio de Observatorio del Aeropuerto de Pamplona (municipio de Galar) (459 m s. n. m. ) (Periodo de referencia: 1991-2020, extremas: 1975-presente) | Parámetros climáticos promedio de Observatorio del Aeropuerto de Pamplona (municipio de Galar) (459 m s. n. m. ) (Periodo de referencia: 1991-2020, extremas: 1975-presente) | Parámetros climáticos promedio de Observatorio del Aeropuerto de Pamplona (municipio de Galar) (459 m s. n. m. ) (Periodo de referencia: 1991-2020, extremas: 1975-presente) | Parámetros climáticos promedio de Observatorio del Aeropuerto de Pamplona (municipio de Galar) (459 m s. n. m. ) (Periodo de referencia: 1991-2020, extremas: 1975-presente) | Parámetros climáticos promedio de Observatorio del Aeropuerto de Pamplona (municipio de Galar) (459 m s. n. m. ) (Periodo de referencia: 1991-2020, extremas: 1975-presente) |
| Mes | Ene. | Feb. | Mar. | Abr. | May. | Jun. | Jul. | Ago. | Sep. | Oct. | Nov. | Dic. | Anual |
| --- | --- | --- | --- | --- | --- | --- | --- | --- | --- | --- | --- | --- | --- |
| Temp. máx. abs. (°C) | 19.5 | 22.6 | 26.7 | 29.9 | 35.8 | 41.3 | 42.3 | 42.0 | 38.0 | 32.5 | 24.6 | 19.2 | 42.3 |
| Temp. máx. media (°C) | 9.5 | 11.2 | 15.0 | 17.3 | 21.4 | 25.8 | 28.6 | 29.2 | 24.8 | 19.5 | 13.3 | 10.0 | 18.8 |
| Temp. media (°C) | 5.6 | 6.4 | 9.5 | 11.5 | 15.1 | 19.1 | 21.6 | 22.1 | 18.5 | 14.3 | 9.1 | 6.1 | 13.2 |
| Temp. mín. media (°C) | 1.7 | 1.5 | 3.9 | 5.7 | 8.8 | 12.3 | 14.6 | 14.9 | 12.1 | 9.0 | 5.0 | 2.2 | 7.6 |
| Temp. mín. abs. (°C) | -16.2 | -11.6 | -10.0 | -3.7 | -1.2 | 2.6 | 5.4 | 3.8 | 1.8 | -2.0 | -7.4 | -11.6 | -16.2 |
| Precipitación total (mm) | 72 | 56 | 63 | 71 | 59 | 54 | 31 | 32 | 46 | 64 | 84 | 69 | 702 |
| Días de precipitaciones (≥ 1 mm) | 9.1 | 8.1 | 8.5 | 9.4 | 8.5 | 6.0 | 4.2 | 4.4 | 5.8 | 8.5 | 10.6 | 9.6 | 92.9 |
| Días de nevadas (≥ 0.01 mm) | 1.9 | 3.1 | 1.7 | 0.5 | 0.0 | 0.0 | 0.0 | 0.0 | 0.0 | 0.0 | 0.7 | 1.5 | 9.8 |
| Horas de sol | 96 | 127 | 183 | 192 | 226 | 258 | 301 | 288 | 225 | 167 | 105 | 90 | 2265 |
| Humedad relativa (%) | 78 | 72 | 66 | 65 | 62 | 59 | 57 | 56 | 62 | 69 | 76 | 80 | 67 |
| Fuente: Agencia Estatal de Meteorología | | | | | | | | | | | | | |

## Demografía
| 2000 | 2001 | 2002 | 2003 | 2004 | 2005 | 2006 | 2007 |
| ---- | ---- | ---- | ---- | ---- | ---- | ---- | ---- |
| 310  | 331  | 345  | 367  | 367  | 390  | 388  | 390  |

## Comunicaciones
| Eskualdeko Hiri Garraioa/Transporte Urbano Comarcal |   |
| Taxi Iruñerria                                      |   |
| Zona                                                | B |
| Estaciones                                          |   |